# Будабай Кабылулы
Будабай Кабылулы (каз. Бұдабай Қабылұлы; 1842, Чиилийский район Кызылординской области — 1912, там же) — казахский акын.
Происходит из подрода шашты рода торы племени кыпшак.
Значительная часть произведений поэта записана и сохранена. Прославился как автор несен-плачей — жоктау. Широко известный ыр «Әйекені жоқтау» («Плач по Айекену») по своему художественному содержанию является наиболее ярким творением Будабая. Популярны также жоктау «Әшірдің баласы Сыздықты жоқтау», «Әлмәмбеттің жалғыз баласы өлгенде» («Плач по Сыздыку, сыну Ашира», «Когда умер единственный сын Алмамбета»).
Несколько стихотворений Будабая входили в сборник антологий казахской поэзии «Бес гасыр жырлайды» (1984, в 2–ой том; 1989, в 1–ый том).